# آنتونیو دلاوگلیو
آنتونیو دلاوگلیو (انگلیسی: Antonio Dell'Oglio؛ زادهٔ ۱۹ ژوئن ۱۹۶۳) بازیکن فوتبال اهل ایتالیا است.
از باشگاه‌هایی که در آن بازی کرده‌است می‌توان به باشگاه فوتبال اینتر میلان، باشگاه فوتبال آسکولی، باشگاه فوتبال فیورنتینا، باشگاه فوتبال مونتسا، و باشگاه فوتبال یووه استابیا اشاره کرد.